# Educação asteca
A educação para os cidadãos astecas ocupava uma destacada relevância. Iniciava-se nos lares, acompanhada de conselhos e da exigência de tarefas ordenadas pelos pais, e demonstrava uma elevada rigorosidade. Ainda no seio familiar, aprendiam a confecção de pequenos trabalhos, costumeiramente associados aos ofícios dos pais. Os astecas também possuíam escolas para serem frequentadas após a adolescência; a sabê-las: Telpuchcalli, Calmecac e Cuicacalli. Utilizavam a língua náuatle, e embutiam importante ênfase na preparação militar e religiosa. Determinações sociais e de gênero procediam conjuntamente, sendo possível visualizar tais diferenciações mediante a família e a escola frequentada. Era, portanto, realizada de forma informal pela família e, com formalidade, pelas instituições públicas.

## Educação Informal / Infância e adolescência
Iniciada no lar e de cunho familiar, a educação dos astecas demonstrara ser uma formação de grande dificuldade. As exigências cotidianas de perfil militar, embutidas nos cidadãos astecas desde seus primeiros anos, induziram determinados tratamentos para o fortalecimento corporal e mental destes. O frio, o calor, a fome; erguer pesos e caminhar; pequenos trabalhos cognitivos, entre outros exemplos, eram pequenas provas instigadoras para a formação desta personalidade desejada – provas tais aplicadas desde uma idade bastante reduzida. Pequenas tarefas colocadas aos garotos, como buscar água, ou outras às meninas, como alguns ensinamentos de costura, eram estimuladores para tal perfil, e até aqui sem maiores diferenciações pela classe social: o preparo possuía um interesse central, e este era o aspecto militar, sobretudo.

## Riqueza/Pobreza
Embora    seja possível visualizar este traço comum na sociedade (a desenvoltura militar), uma nítida bifurcação entre ricos e pobres existia. Famílias mais abastadas, por exemplo, preocupavam-se com a polidez das palavras de seus filhos; com a boa linguagem destes - como é possível interpretar de um trecho escrito pelo Frei Bernardino de Sahagún, no século XVI:

[...] “Istruían al niño éstos que andavan com él para que hablasse palavras bien  criadas y buen linguaje, y que no hiziesse desacato a nadie y reverenciasse a todos los que topaba por el camino que eram oficiales de la república, capitanes o hidalgos,  aunque no fuessen sinos personas baxas, hombres y mugeres, como fuessen ancianos" [...] (SAHAGÚN, p. 682).
Já em um lar de famílias financeiramente desfavorecidas, isto não ocorria, e, se ocorria, era em uma proporção bastante desigual. As tarefas de um pai/mãe astecas eram encaminhadas a seus filhos, que repercutia, desta forma, o corpo de costumes da sociedade em questão; ou seja: se em famílias abastadas a polidez das palavras tornava-se um destaque, nas famílias pouco abastadas a atividade de sustento – como a pesca e a costura – eram as atividades enfocadas. No geral, cabia aos pais homens a educação do garoto e, da mesma forma, era com as garotas: a educação tendia à mãe.

## Castigos
A prática dos castigos era também muito presente, e esta era exercida a partir da fase na qual a criança já possuía razoável discernimento da vida social. Determinados níveis de humilhação – como a imposição da nudez em algumas castigarias – eram também usuais, e tais níveis eram crescentes conforme a idade e a situação. A utilização de espinhos de Maguey e da aspiração forçada de fumaça de pimenta vermelha, entre outros exemplos, eram acompanhados de doloridos conselhos de seus pais, orientando-os moralmente. A saber, os castigos poderiam atingir, em casos socialmente graves, o sacrifício de um adulto asteca. Dito isto, é possível destacar a autoridade de pai asteca na passagem de Sahagún na qual ele diz:

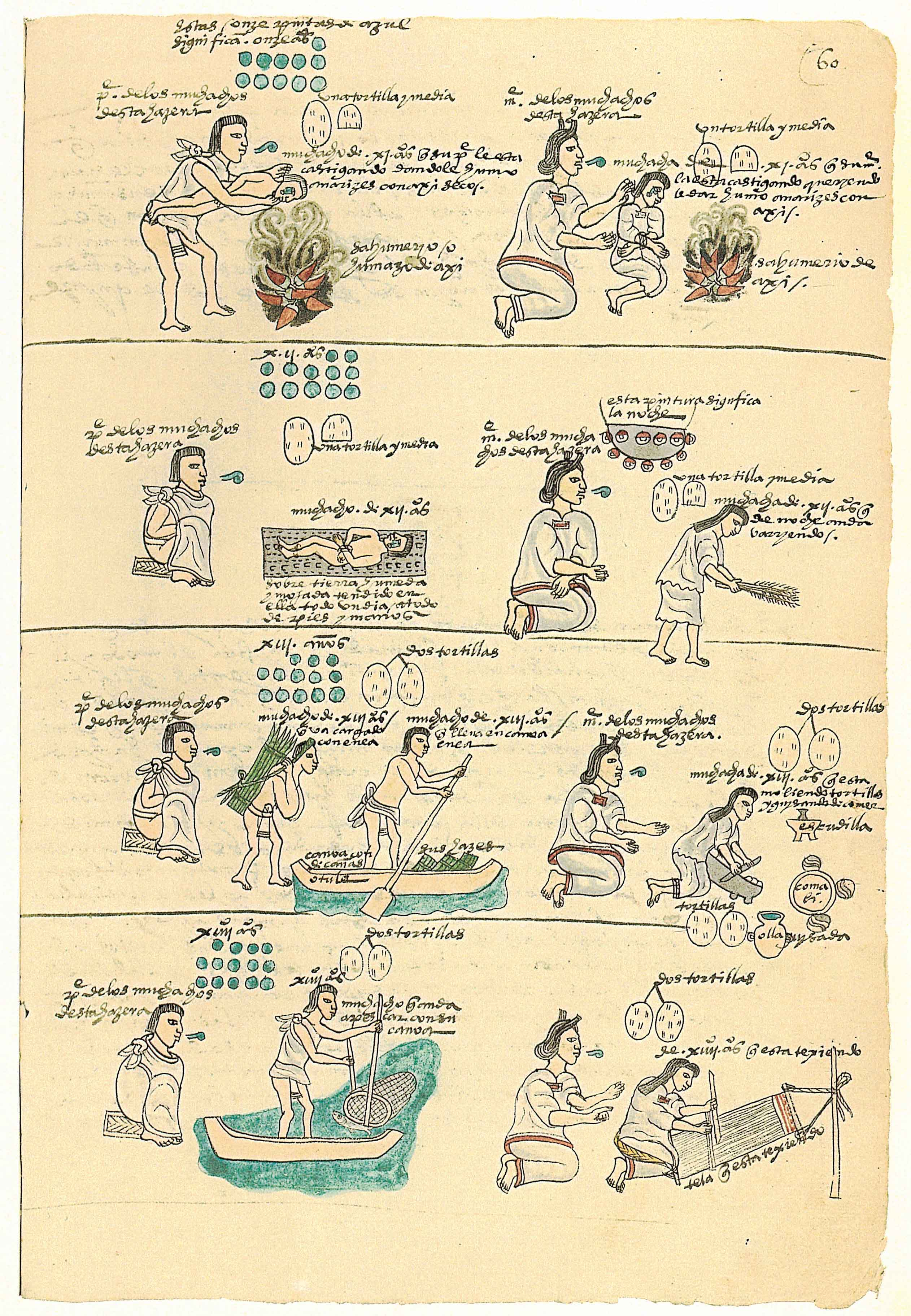
Códice Mendoza: importante fonte para a pesquisa em questão. Nesta imagem, nota-se a realização de determinadas tarefas pelos jovens astecas, com castigarias ou não. Nota-se, também, a fala dos pais astecas, em todas as imagens.(Figuras do Códice Mendoza: ver www.river-styx.net/aztec-codex.htm)

[...] “llos tienem autoridade (os pais) para castigar y para herir y para reprender a sus hijos que enseñan”. [...] (SAHAGÚN, p. 580.)

## Adolescência
Na adolescência masculina, e sobretudo na parcela elitizada, a retórica e o esclarecimento político já eram instigados – visando, de forma precoce, uma vida com tais necessidades. O poder político e a perpetuação deste perfil de cidadãos eram já demonstrados a esses adolescentes, diferenciando em alto grau da parcela pobre/trabalhadora – pois a estes, especialmente, o esclarecimento estava na prática de um ofício da sobrevivência. A moralidade e outras exigências sociais - como a religiosidade - eram também elucidadas para o bom futuro de um homem asteca, visto o alto nível destas exigências em tal sociedade.
Já com as jovens mulheres, a educação era voltada ao matrimônio e à vida sexual, principalmente. Surgida a adolescência, os pais elevavam suas preocupações com o destino de suas filhas, interferindo significativamente em suas educações morais/sexuais. O casamento tornava-se uma grande questão familiar, e conselhos eram fornecidos até o ponto em que esta jovem mulher acatasse seu destino – modelado este pela sociedade. O adultério era motivo para pena máxima, ou seja: a morte a pedradas. Para a sociedade asteca, não somente os pais e a sociedade observavam as práticas sociais: o místico e seus deuses eram também grandes observadores.
Em suma, e como uma exigência implícita, estava o treinamento militar – mas também religioso/cosmogônico. As práticas adotadas no seio familiar poderiam encaminhar      estes pequenos cidadãos à vida pública e, variante a situação, destinava-os também às escolas oficiais. A prudência e a sanidade eram exigências básicas, exigidas     de costume com austeridade, podendo atingir castigos de ainda maior severidade.

## Educação Formal / Pós-adolescência
Após a educação fornecida pelos próprios pais, e conjuntamente à adolescência final, cabia ao jovem cidadão frequentar as escolas organizadas pelo Estado asteca - se houvesse a ambição para tal. Embora com diferentes propósitos, tais escolas possuíam a religiosidade e o militarismo em comum, e assim também para com o poder político. Com uma nítida diferenciação social, tais centros astecas mantinham esta determinada estratificação, e tais escolas eram classificadas em Telpuchcalli, Calmecac e Cuicacalli.

## Telpuchcalli - Casa para jovens ou Colégio Militar
O Telpuchcalli ou, em outras palavras, a escola militar dos jovens astecas, era uma instituição oficial méxica que propunha o desenvolvimento de habilidades de guerra e de caça a uma parcela desses jovens. Para um reduzido setor dos nobres cidadãos, a Telpuchcalli era uma oportunidade para o aprendizado de algumas técnicas administrativas e governamentais (o que não ocorria de forma costumeira). Já para os menos favorecidos, tal frequência dava-se em âmbito maior, pois era também um caminho para romper com a rígida diferença social, ou seja: os diferentes títulos militares, ou mesma as façanhas de guerra, permitiria, aqui, uma ascensão social. Sobre tal colégio, Sahagún demonstra seu propósito:
[...] “si ofrecían la criatura a la casa de telpuchalli era su intencíon que allí se criase com los otros mancebos para servicio del pueblo y para las cosas de la guerra” [...]. (SAHAGÚN, p. 300).
O trabalho neste colégio remetia também a um alto nível de exigência, envolvendo sacrifícios, orações, rígidas disciplinas, castigos, penitências, entre outros exemplos. A exigência da boa conduta para a guerra, como exercícios físicos e jejuns, eram práticas recorrentes, somadas estes à valentia destes jovens. Mas a formação caminhava para além disto: alguns conhecimentos de história, e das façanhas de seus heróis, eram também somados às teorias de guerra, de oratória, política e de direito. Neste abrangente contexto, seus cantos de guerra envolviam - e eram envolvidos - por tais disciplinas/tarefas, ressoando coragem, mas sobretudo amor a seus deuses.
Pelo que se nota, o Telpuchcalli formava - e também fortalecia - o cidadão asteca no que se refere à guerra, mas não somente a ela. Um grande interesse ideológico havia conjuntamente, que acabava por direcionar seus cidadãos através de tal. Seu rigor era de fato militar/religioso, porém ressoava ainda além: um mundo de conhecimentos, herdados pelos mexicas no decorrer de seu passado ali repercutia – transmitidos oralmente ou não.

## Calmecac - ou fileira de casas
Incluído no sistema educacional asteca, porém com outra proposta de formação, o Calmecac não destinava sua ênfase educacional no militarismo, mas sim em uma formação majoritariamente voltada à intelectualidade e à administração. Interpretado por alguns estudiosos como um colégio de estudos superiores, tal centro formador caracterizava-se, neste mesmo sentido, pelas artes e pelas ciências - porém para um seleto público alvo: o Calmecac era exclusivamente destinado à nobreza; à elite dirigente. Sobre essa seleção elitista, é possível nota-la nestes breves trechos de Sahagún:
“Los señores o principales, o viejos ancianos, ofrecían a sus hijos a la casa que se llamava calmécac [...] Señor o principale o rico, cualquer que tenía hazienda, cuando ofrecía a su hijo [...]”. (SAHAGÚN, p. 305).
O Calmecac era, conjuntamente, o colégio de formação dos representantes religiosos. Para os homens, tornar-se um sacerdote (Tlamacazqui, ou Quetzalcoatl Tlamacazqui) requeria cursar doze anos de longos e rigorosos estudos em tal colégio, e de uma forma bastante semelhante às mulheres: tornar-se uma sacerdotisa-matrona (Cihuatlamacazqui) requeria, além da castidade (por ambos os sexos), uma rígida postura moral.
Para tornar-se um sacerdote era preciso enfrentar diferentes estágios e, neste sentido, estudava-se com profundidade os sacrifícios, os seus simbolismos esotéricos, a astronomia, a teurgia, a oratória, a medicina, a botânica, a adivinhação, o canto, a poesia, os seus calendários e, destacadamente, os seus livros sagrados. Tal formação ia para além desta conjuntura, como a renúncia de confortos, levantar à meia noite para orar, entre outros exemplos.

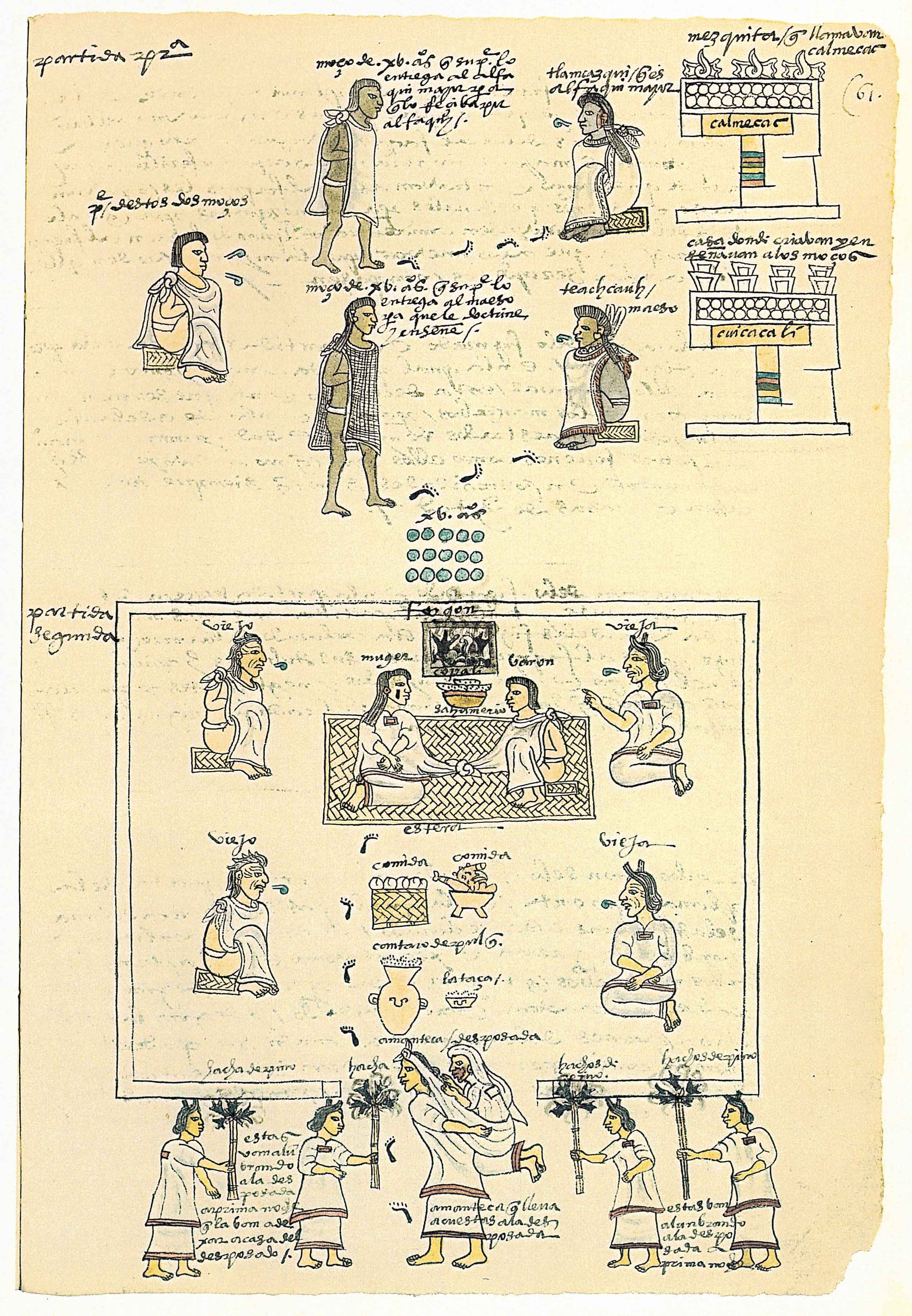
Códice Mendoza: outra imagem importante para se analisar a educação asteca. Aqui, nota-se um momento de decisão e de diálogo para com os representantes das escolas Calmecac e Cuicacalli.(Figuras do Códice Mendoza: ver www.river-styx.net/aztec-codex.htm)

## Cuicacalli: Colégio de Música
Já o Colégio de Música, ou também interpretado como Colégio de Canto, não possuía um caráter de obrigatoriedade, permitia uma ascensão social e, não excluindo a erudição, também incorporava a poesia, a composição e a dança. A religiosidade e o militarismo não eram deixados à margem, pelo contrário: a formação musical repercutia desde a banda imperial aos cantos religiosos.
Pelo que se evidencia, os participantes do Cuicacalli eram também os frequentadores do Telpuchcalli, que, do por do sol à meia noite, recebiam aulas teóricas e práticas sobre os diferentes instrumentos musicais, sobre as regras de composição musical/poética, a história da musicalidade, as diferentes possibilidades de cantos, entre outras orientações. Terminada tal jornada, retornavam ao Telpuchcalli. A respeito desta escola de canto, Diego Durán fez a seguinte observação:
“Y es, que em todas las ciudades había junto a los templos, unas casas   grandes, donde residían maestros que enseñaban a bailar y cantar. A las cuales casas llamaban cuicacalli, que quiere decir “casa de canto”. [...] (DURÁN, p. 188).
A formação ideológica estava fortemente embutida em tais práticas, perpetuando a ordem e a lógica dos astecas. Nas poesias incorporavam-se os discursos ideológicos, relembrando alguns êxitos nas guerras, ou abordando elogios a nobres, por exemplo. Por muitas vezes apreciados por estes, obtinham respeitável reconhecimento, podendo inclusive obter uma melhor posição social.